# Pulchrana grandocula
Pulchrana grandocula es una especie de anfibio anuro de la familia Ranidae.

## Distribución geográfica
Esta especie es endémica de Filipinas. Se encuentra en las islas de Mindanao, Basilan, Biliran, Bohol, Samar, Leyte, Camiguin y Dinagat.

## Descripción
El holotipo mide 40 mm.

## Publicación original
- Taylor, 1920 : Philippine Amphibia. Philippine Journal of Science, vol. 16, p. 213–359[4]